# Джонні Дуглас
Джонні Вільям Генрі Тайлер Дуглас (англ. John William Henry Tyler Douglas; 3 вересня 1882 — 19 грудня 1930) — британський боксер, олімпійський чемпіон 1908 року. 

## Аматорська кар'єра
Олімпійські ігри 1908
- 1/8 фіналу. Переміг Рене Дудла (Франція)
- 1/4 фіналу. Пройшов автоматично
- 1/2 фіналу. Переміг Рубена Ворнеса (Велика Британія)
- Фінал. Переміг Реджинальда Бейкера (Австралазія)